# ࣀ
Ṭeh petit v suscrit ‹  › est une lettre additionnelle de l’alphabet arabe utilisée dans l’écriture du hindko. Elle est composée d’un ṭeh ‹ ٹ › diacrité d’un petit v suscrit.

## Représentation informatique
Le ṭeh ouvert petit v suscrit peut être représenté avec les caractères Unicode suivants (arabe étendu A) :
| formes | représentations | chaînes de caractères | points de code | descriptions              |
| ------ | --------------- | --------------------- | -------------- | ------------------------- |
| lettre | ࣀ               | ࣀ                     | U+08C0         | lettre arabe tta’ petit v |